# مالکوم مک‌ون
مالکوم مک‌ون (انگلیسی: Malcolm McVean؛ ۷ مارس ۱۸۷۱ – ۶ ژوئن ۱۹۰۷) بازیکن فوتبال اهل پادشاهی متحد بریتانیای کبیر و ایرلند بود.
از باشگاه‌هایی که در آن بازی کرده‌است می‌توان به باشگاه فوتبال برنلی، باشگاه فوتبال داندی، و باشگاه فوتبال لیورپول اشاره کرد.